# Eishockey-Bayernliga 1992/93
Die Eishockey-Bayernliga 1992/93 wurde unter dem Dach des „Bayerischen Eissportverbandes“ (BEV) organisiert, sie ist die höchste Spielklasse des Landesverbandes Bayern. Die Bayernliga wurde hinter der Regionalliga Süd als fünfthöchste Spielklasse im deutschen Ligensystem eingestuft.

## Saisonverlauf
Die Eishockey-Bayernliga 1992/93 war die 25. Ausspielung dieser Liga. Meister wurde der EV Pfaffenhofen und Vizemeister der EV Regensburg. Von den vier Aufstiegrundenteilnehmern konnte sich nur der EV Regensburg qualifizieren und war damit der einzige Aufsteiger in die Regionalliga Süd 1993/94. Der ESV Buchloe, EV Fürstenfeldbruck, EV Lindau und ESC Holzkirchen haben sich über die Verzahnungsrunde mit den Landesligisten nicht mehr für die Bayernliga 1993/94 qualifizieren können. 

### Modus
Die 20 Teilnehmer spielten eine Einfachrunde in zwei Gruppen (A und B) zu je zehn Mannschaften. Die Plätze eins und zwei jeder Gruppe spielten im Playoffmodus „best of two“ die Plätze eins bis vier aus und waren zugleich Teilnahmeberechtigt für die Aufstiegsspiele zur Regionalliga Süd. Die restlichen Teams (18 Bayernligisten) ermittelten in einer Verzahnungsrunde mit 13 Landesligisten die Aufsteiger in die Bayernliga bzw. die Absteiger in die Landesligen.

## Teilnehmer
Nicht mehr dabei waren die Auf- und Absteiger der Vorsaison. Neu hinzukamen ein Absteiger (A) aus der Regionalliga Süd und die Aufsteiger (N) aus den Landesligen.
| Gruppe A - ESV Burgau - ESV Buchloe - ERC Lechbruck - EC Pfaffenhofen - EV Fürstenfeldbruck | Gruppe A - SC Bad Kissingen - SC Reichersbeuern - EV Lindau (Aufsteiger) - EV Germering (Absteiger) - EC Oberstdorf (Aufsteiger) | Gruppe B - EV Pegnitz - ESC Vilshofen - TSV Trostberg - EC Erkersreuth - ESC Holzkirchen | Gruppe B - DEC Frillense-Inzell - ERC Regen (Aufsteiger) - EV Moosburg (Absteiger) - EV Regensburg (Absteiger) - EV Berchtesgaden (Aufsteiger) |

### Hauptrunde
| Gruppe A | Gruppe A            | Gruppe A | Gruppe A | Gruppe A | Gruppe A |
| Pl.      | Verein              | Sp       | Tore     | Diff.    | Pkte.    |
| -------- | ------------------- | -------- | -------- | -------- | -------- |
| 1.       | EC Pfaffenhofen     | 18       | 107:75   | +32      | 28       |
| 2.       | SV Germering (A)    | 18       | 113:71   | +42      | 27       |
| 3.       | ESV Burgau          | 18       | 102:70   | +32      | 26       |
| 4.       | EC Oberstdorf (N)   | 18       | 126:93   | +33      | 23       |
| 5.       | ERC Lechbruck       | 18       | 101:93   | +8       | 22       |
| 6.       | EV Fürstenfeldbruck | 18       | 100:112  | −12      | 14       |
| 7.       | SC Bad Kissingen    | 18       | 59:74    | −15      | 14       |
| 8.       | EV Pegnitz          | 18       | 106:123  | −17      | 12       |
| 9.       | EV Lindau (N)       | 18       | 67:100   | −33      | 10       |
| 10       | ESV Buchloe         | 18       | 69:139   | −70      | 4        |

| Gruppe B | Gruppe B              | Gruppe B | Gruppe B | Gruppe B | Gruppe B |
| Pl.      | Verein                | Sp       | Tore     | Diff.    | Pkte.    |
| -------- | --------------------- | -------- | -------- | -------- | -------- |
| 1.       | EV Regensburg (A N)   | 18       | 181:54   | +127     | 36       |
| 2.       | TSV Trostberg         | 18       | 153:109  | +44      | 26       |
| 3.       | SC Reichersbeuern     | 18       | 119:93   | +26      | 22       |
| 4.       | EV Berchtesgaden (N)  | 18       | 104:97   | +7       | 19       |
| 5.       | EC Erkersreuth        | 18       | 105:114  | −9       | 18       |
| 6.       | EV Moosburg (A)       | 18       | 105:131  | −26      | 17       |
| 7.       | ERC Regen (N)         | 18       | 78:102   | −24      | 14       |
| 8.       | ESC Vilshofen         | 18       | 96:116   | −20      | 13       |
| 9.       | ESC Holzkirchen       | 18       | 74:154   | −80      | 10       |
| 10       | DEC Frillensee-Inzell | 18       | 54:99    | −45      | 5        |

- (A) = Absteiger (N) = Neu in der Liga, Aufstiegsrundenteilnehmer = fett gedruckt
- Meister Gruppe A = EV Pfaffenhofen – Meister Gruppe B = EV Regensburg
-  Bayerischer Meister  Aufsteiger in die Regionalliga 1993/94
-  für die Bayernliga 1993/94 qualifiziert  Absteiger nach den Verzahnungsrunden

### Playoffs
Gesamtergebnisse nach Hin- und Rückspiel.
- Finale: EV Regensburg: EC Pfaffenhofen 10:12
- Spiel um Platz drei: SV Germering: TSV Trostberg 12:14
- Bayerischer Meister 1992/93 wurde der EV Pfaffenhofen.

## Aufstiegsrelegation
An der vom DEB ausgerichteten Aufstiegsrunde zur Regionalliga Süd 1993/94 nahmen vier Teams der Bayernliga, zwei Mannschaften aus Baden-Württemberg und die Plätze sieben bis sechzehn der Regionalliga Süd 1992/93 teil. Dabei konnte sich von den vier Bayernligateams nur der EV Regensburg für die Regionalliga Süd qualifizieren.